# Taça da Liga 2011/12
De Taça da Liga 2011/12 was de vijfde editie van dit voetbalbekertoernooi voor Portugese clubteams. Het toernooi begon op 31 juli 2011 en eindigde op 14 april 2012 met de finale in het Estádio Cidade in Coimbra. Titelhouder Benfica veroverde voor de vierde keer oprij de beker door in de finale Gil Vicente FC, voor het eerst finalist, met 2-1 te verslaan.

## Eerste ronde
In de eerste ronde namen de zestien clubs van de Liga de Honra (seizoen 2011/12) deel. De nummers een en twee van elke groep plaatsten zich voor de tweede ronde.
1e wedstrijddag: 31 juli
2e wedstrijddag: 6 en 7 augustus
3e wedstrijddag: 14 augustus

### Groep A
| # | Club          | AW | W | G | V | PTN | V-T |
| - | ------------- | -- | - | - | - | --- | --- |
| 1 | CF Belenenses | 3  | 2 | 1 | 0 | 7   | 8-4 |
| 2 | FC Penafiel   | 3  | 0 | 3 | 0 | 3   | 2-2 |
| 3 | CD Trofense   | 3  | 0 | 2 | 1 | 2   | 3-5 |
| 4 | Leixões SC    | 3  | 0 | 2 | 1 | 2   | 5-7 |

| Club          | BEL | LEI | PEN | TRO |
| ------------- | --- | --- | --- | --- |
| CF Belenenses |     | 5-3 |     | 3-1 |
| Leixões SC    |     |     | 1-1 |     |
| FC Penafiel   | 0-0 |     |     |     |
| CD Trofense   |     | 1-1 | 1-1 |     |

### Groep B
| # | Club             | AW | W | G | V | PTN | V-T |
| - | ---------------- | -- | - | - | - | --- | --- |
| 1 | CD Santa Clara   | 3  | 2 | 1 | 0 | 7   | 3-1 |
| 2 | Naval 1º de Maio | 3  | 2 | 0 | 1 | 6   | 4-2 |
| 3 | Sporting Covilhã | 3  | 1 | 0 | 1 | 3   | 2-3 |
| 4 | FC Arouca        | 3  | 0 | 1 | 2 | 1   | 1-4 |

| Club             | ARO | NAV | SCL | SPO |
| ---------------- | --- | --- | --- | --- |
| FC Arouca        |     |     |     | 0-1 |
| Naval 1º de Maio | 2-0 |     |     | 2-1 |
| CD Santa Clara   | 1-1 | 1-0 |     |     |
| Sporting Covilhã |     |     | 0-1 |     |

### Groep C
| # | Club            | AW | W | G | V | PTN | V-T |
| - | --------------- | -- | - | - | - | --- | --- |
| 1 | Moreirense FC   | 3  | 2 | 1 | 0 | 7   | 6-4 |
| 2 | Portimonense SC | 3  | 1 | 1 | 1 | 4   | 6-6 |
| 3 | SC Freamunde    | 3  | 1 | 1 | 1 | 4   | 4-4 |
| 4 | Atlético CP     | 3  | 0 | 1 | 2 | 1   | 2-4 |

| Club            | ATL | FRE | MOR | POR |
| --------------- | --- | --- | --- | --- |
| Atlético CP     |     | 0-1 |     |     |
| SC Freamunde    |     |     | 1-1 | 2-3 |
| Moreirense FC   | 2-1 |     |     |     |
| Portimonense SC | 1-1 |     | 2-3 |     |

### Groep D
| # | Club              | AW | W | G | V | PTN | V-T |
| - | ----------------- | -- | - | - | - | --- | --- |
| 1 | GD Estoril-Praia  | 3  | 2 | 0 | 1 | 6   | 5-3 |
| 2 | União Madeira     | 3  | 1 | 1 | 1 | 4   | 4-4 |
| 3 | CD Aves           | 3  | 1 | 1 | 1 | 4   | 1-2 |
| 4 | União Oliveirense | 3  | 1 | 0 | 2 | 1   | 2-3 |

| Club              | AVE | EST | MAD | OLI |
| ----------------- | --- | --- | --- | --- |
| CD Aves           |     |     | 0-0 |     |
| GD Estoril-Praia  | 2-0 |     |     | 1-0 |
| União Madeira     |     | 3-2 |     |     |
| União Oliveirense | 0-1 |     | 2-1 |     |

## Tweede ronde
In de tweede ronde namen de acht clubs uit de eerste ronde het op tegen de zes laagst geëindigde clubs in het seizoen 2010/11 van de Primeira Liga plus de twee gepromoveerde clubs naar deze divisie. De winnaars plaatsten zich voor de derde ronde.
1e wedstrijddag: 8, 9, 26 en 27 oktober
2e wedstrijddag: 9, 12 en 13 november
Clubs die in de tweede ronde instroomden: Académica Coimbra, SC Beira-Mar, CD Feirense, Gil Vicente FC, CS Marítimo, SC Olhanense, União Leiria, Vitória Setúbal
| Club             | 1e uitslag | 2e uitslag   | Club              |
| ---------------- | ---------- | ------------ | ----------------- |
| GD Estoril-Praia | 4-3        | 0-0          | SC Olhanense      |
| Moreirense FC    | 2-2        | 2-1          | SC Beira-Mar      |
| FC Penafiel      | 1-1        | 1-0          | Académica Coimbra |
| Portimonense SC  | 1-0        | 1-2 ns (5-4) | CD Feirense       |
| CD Santa Clara   | 3-1        | 0-1          | União Leiria      |
| CF Belenenses    | 2-1        | 0-2          | Gil Vicente FC    |
| União Madeira    | 2-3        | 0-2          | CS Marítimo       |
| Naval 1º de Maio | 1-2        | 2-2          | Vitória Setúbal   |

## Derde ronde
In de derde ronde namen de acht winnaars uit de tweede ronde het op tegen de top acht van de Primeira Liga (2010/11). De vier groepswinnaars plaatsten zich voor de halve finale. De wedstrijden werden tussen 21 december en 5 februari gespeeld.
Clubs die starten in de derde ronde: Benfica, SC Braga, CD Nacional, FC Paços de Ferreira, FC Porto, Rio Ave FC, Sporting Lissabon, Vitória Guimarães

### Groep A
| # | Club              | AW | W | G | V | PTN | V-T |
| - | ----------------- | -- | - | - | - | --- | --- |
| 1 | Gil Vicente FC    | 3  | 2 | 1 | 0 | 7   | 4-2 |
| 2 | Moreirense FC     | 3  | 1 | 1 | 1 | 4   | 3-3 |
| 3 | Rio Ave FC        | 3  | 0 | 2 | 1 | 2   | 2-3 |
| 3 | Sporting Lissabon | 3  | 0 | 2 | 1 | 2   | 2-3 |

| Club              | GIL | MOR | RIO | SPO |
| ----------------- | --- | --- | --- | --- |
| Gil Vicente FC    |     | 2-1 |     |     |
| Moreirense FC     |     |     | 1-0 |     |
| Rio Ave FC        | 1-1 |     |     | 1-1 |
| Sporting Lissabon | 0-1 | 1-1 |     |     |

### Groep B
| # | Club              | AW | W | G | V | PTN | V-T |
| - | ----------------- | -- | - | - | - | --- | --- |
| 1 | Benfica           | 3  | 3 | 0 | 0 | 9   | 9-1 |
| 2 | CS Marítimo       | 3  | 2 | 0 | 1 | 6   | 4-3 |
| 3 | CD Santa Clara    | 3  | 1 | 0 | 2 | 3   | 1-4 |
| 4 | Vitória Guimarães | 3  | 0 | 0 | 3 | 0   | 1-7 |

| Club              | BEN | MAR | SAN | VIT |
| ----------------- | --- | --- | --- | --- |
| Benfica           |     | 3-0 | 2-0 |     |
| CS Marítimo       |     |     | 2-0 |     |
| CD Santa Clara    |     |     |     | 1-0 |
| Vitória Guimarães | 1-4 | 0-2 |     |     |

### Groep C
| # | Club            | AW | W | G | V | PTN | V-T |
| - | --------------- | -- | - | - | - | --- | --- |
| 1 | SC Braga        | 3  | 3 | 0 | 0 | 9   | 5-1 |
| 2 | CD Nacional     | 3  | 1 | 1 | 1 | 4   | 3-3 |
| 3 | FC Penafiel     | 3  | 1 | 0 | 2 | 3   | 2-4 |
| 4 | Portimonense SC | 3  | 0 | 1 | 2 | 1   | 0-2 |

| Club            | BRA | NAC | PEN | POR |
| --------------- | --- | --- | --- | --- |
| SC Braga        |     |     | 2-0 | 1-0 |
| CD Nacional     | 1-2 |     |     | 0-0 |
| FC Penafiel     |     | 1-2 |     |     |
| Portimonense SC |     |     | 0-1 |     |

### Groep D
| # | Club                 | AW | W | G | V | PTN | V-T |
| - | -------------------- | -- | - | - | - | --- | --- |
| 1 | FC Porto             | 3  | 3 | 0 | 0 | 9   | 5-1 |
| 2 | FC Paços de Ferreira | 3  | 2 | 0 | 1 | 6   | 3-2 |
| 3 | Vitória Setúbal      | 3  | 1 | 0 | 2 | 3   | 3-4 |
| 4 | GD Estoril-Praia     | 3  | 0 | 0 | 3 | 0   | 1-5 |

| Club                 | EST | PAC | POR | VIT |
| -------------------- | --- | --- | --- | --- |
| GD Estoril-Praia     |     |     | 0-1 |     |
| FC Paços de Ferreira |     |     | 1-2 | 1-0 |
| FC Porto             | 1-0 |     |     | 2-0 |
| Vitória Setúbal      | 3-1 |     |     |     |

## Halve finale
De halve finale wedstrijden werden op 20 en 22 maart gespeeld.
| Datum | Club           | Uitslag      | Club     |
| ----- | -------------- | ------------ | -------- |
| 20/03 | Benfica        | 3-2          | FC Porto |
| 22/03 | Gil Vicente FC | 2-2 ns (4-2) | SC Braga |

## Finale
De wedstrijd werd op zaterdag 14 april gespeeld in het Estádio Cidade in Coimbra.
| Datum | Club    | Uitslag | Club           |
| ----- | ------- | ------- | -------------- |
| 14/04 | Benfica | 2-1     | Gil Vicente FC |